# Мюррей, Деджонте
Деджонте Дашон Мюррей (англ. Dejounte Dashaun Murray; род. 19 сентября 1996, Сиэтл, Вашингтон) — американский профессиональный баскетболист выступающий за команду Национальной баскетбольной ассоциации «Нью-Орлеан Пеликанс». В колледже выступал за команду «Вашингтон Хаскис», где вошёл во вторую символическую сборную в Pac-12 в качестве новичка 2015-2016 года. Он был выбран на драфте НБА 2016 года под общим 29-м номером в первом раунде командой «Сан-Антонио Спёрс».

## Карьера в старшей школе
Мюррей учился в старшей школе Рейнер-бич в Сиэтле, Вашингтон. Это школа, в которой были воспитаны такие таланбы НБА, как Джамал Кроуфорд, Дуг Кристи, Терренс Уильямс, Нейт Робинсон и Си Джей Джайлз. Мюррей привёл «Викингов» к трём титулам чемпионов штата класса 3А. Кроме того, Межшкольная Ассоциация Баскетбольных Тренеров назвала Деджонте мистером баскетбол Вашингтона и игроком штата года в издании "The Seattle Times".

## Карьера в колледже
В качестве новичка Университета Вашингтона в 2015-2016, Деджонте попал во вторую символическую сборную All-Pac-12 и в символическую сборную новичков Pac-12 All-Freshman Team после того, как набирал в среднем 16.1 очко, 5.9 подборов, 4.4 результативные передачи и 1.8 перехватов за 33.5 минут, за все 34 игры в стартовой пятёрке.
23 марта 2016 года, Деджонте объявил о выдвижении своей кандидатуры на драфт НБА, отказавшись от последний трех лет игры за команду колледжа.

## Профессиональная карьера

### Сан-Антонио Спёрс (2016—2022)

#### Сезон 2016/2017
23 июня 2016 года, Мюррей был выбран под общим 29-м номером командой «Сан-Антонио Спёрс» на драфте НБА 2016 года. Он присоединился к «Спёрс» для участия в Летней лиге НБА 2016 года, а 14 июля он подписал контракт новичка со «Спёрс». Мюррей дебютировал в третьей игре «Сан-Антонио» сезона 2016-2017. За 9 минут, выходя со скамейки, он собрал 2 подбора и 1 ассист в игре против «Нью-Орлеан Пеликанс», в которой «Спёрс» выиграли со счётом 98-78. 12 января 2017 года, он набрал рекордные для себя в сезоне 10 очков в выигранной игре против «Лос-Анджелес Лейкерс» (134-94). Он побил свой рекорд 19 января этого же года, набрав 24 очка в победной игре против «Денвер Наггетс» (118-104). Он стал самым молодым игроком «Сан-Антонио», который набрал не менее 24 очков, побив рекорд Тони Паркера. Во время его сезона новичка, он несколько раз выступал за фарм-клуб «Остин Спёрс».
5 мая 2017 года, когда Тони Паркер получил травму ноги и был вынужден пропустить остальной плей-офф, «Спёрс» решают использовать Мюррея в качестве стартового разыгрывающего в 3 игре серии с «Хьюстон Рокетс». Он набрал два очка за 15 минут, «Спёрс» взяли лидерство в серии со счётом 2-1. Мюррей помог завершить серию с «Хьюстоном», набрав 11 очков, 10 подборов и 5 ассистов в финальной 6 игре серии. Он стал четвертым новичком Спёрс, что набрал дабл-дабл из очков и подборов в игре плей-офф, присоединяясь к Дэвиду Робинсону, Тиму Данкану и Каваю Леонарду. В будущем, «Спёрс» проиграли «Голден Стэйт Уорриорз» в финале Западной конференции.

#### Сезон 2017/2018
В первой игре «Спёрс» в сезоне 2017-2018 18 октября 2017 года, Мюррей набрал 16 очков, 5 подборов и 2 ассиста, начиная в стартовой пятёрке, вместо Паркера в выигранной игре против «Миннесоты Тимбервулвз» (107-99). Через 5 дней, он собрал 14 подборов в победной игре против «Торонто Рэпторс» (101-97). В предшествующей этой игре, игре против «Чикаго Буллз», он набрал 10 подборов. Мюррей стал вторым разыгрывающим защитником «Спёрс», что за сезон сразу в нескольких играх одного сезона набирал двузначное значение подборов, после Рода Стрикленда, который дважды за сезон набрал двузначное количество подборов за игру в сезоне 1989-1990. 9 декабря 2017 года, он вновь набрал рекордные для себя 14 подборов в игре против «Финикс Санз», которую «Сан-Антонио» выиграли со счётом 104-101. 21 января 2018 года, против «Индианы Пэйсерс», Деджонте вышел в стартовой пятёрке, вместо долго находившегося на данной позиции Тони Паркера, по решению главного тренера Грегга Поповича. Мюррей набрал 8 очков, 7 подборов, 4 ассиста и 4 потери за 28 минут, проиграв игру (94-86). Через 2 дня, он набрал 19 очков, 10 подборов и 7 перехватов во время второго его выхода на паркет в стартовой пятёрке, со здоровым Тони Паркером, помогая «Спёрс» победить «Кливленд Кавальерс» (114-102). 3 февраля 2018 года, в проигранной игре против «Юта Джаз» (120-111), Мюррей стал первым игроком «Спёрс», после Кавая Леонарда, что набрал 500 очков и 300 подборов в первые 100 игр в команде. 19 марта 2018 года, в победной игре против «Уорриорз» (89-75), Мюррей набрал 8 подборов, чем поставил рекорд франшизы по подбором за сезон играя на позиции разыгрывающего защитника. Мюррей набрал 385 подборов за 1436 минут игры, побив рекорд Джонни Мура с его 378 подборами за 2689 минут. В 4 игре первого раунда плей-офф против «Уорриорз», Деджонте забил 3 из 3 3-х очковых бросков за первую половину игры, наибольшее количество забитых 3-х очковых бросков без промахов со времён Стива Керра 2003 года и Патти Миллса 2014 года с их 4 из 4-х за половину игры. В конце сезона, он вошёл во вторую символическую Сборную всех звёзд защиты НБА, став самым молодым игроком в истории НБА, получившим место в сборной всех звёзд защиты.

#### Сезон 2018/2019
7 октября 2018 года, Мюррей порвал правую переднюю крестообразную связку в предсезонной игре против «Хьюстон Рокетс», в связи с чем, пропустил весь сезон 2018-2019.

#### Сезон 2019/2020
В октябре 2019 года «Спёрс» и Мюррей договорились о четырехлетнем контракте на сумму 64 млн долларов, которая могла быть увеличена до 70 миллионов долларов с учетом бонусов.

#### Сезон 2020/2021
26 декабря 2020 года Мюррей сделал свой первый в карьере трипл-дабл, набрав 11 очков, 10 подборов и 10 передач в победе «Спёрс» над «Торонто Рэпторс». 8 февраля 2021 года Мюррей набрал 27 очков, сделал 10 подборов и восемь перехватов в победе «Спёрс» над «Уорриорз».

#### Сезон 2021/2022
7 февраля 2022 года Мюррей был впервые выбран для участия в Матче всех звезд НБА, заменив Дрэймонда Грина, получившего травму. 13 февраля в победе над «Пеликанс» Мюррей стал первым игроком в истории НБА, набравшим не менее 30 очков, сделавшим 10 подборов и не совершившим более одной потери в нескольких матчах подряд с тех пор, как в сезоне 1977/78 года был введен учет индивидуальных потерь. Он занял второе место, уступив Джа Моранту, в голосовании за награду «Самого прогрессирующего игрока сезона».

### Атланта Хокс (2022—2024)
30 июня 2022 года Мюррей был обменян вместе с Джоком Ландейлом в команду «Атланта Хокс» на Данило Галлинари и несколько будущих выборов в первом раунде драфта. 19 октября Мюррей дебютировал в составе «Хокс», набрав 20 очков, 11 передач, 5 подборов и 5 перехватов в победе над «Хьюстон Рокетс» со счетом 117-107. 2 ноября Мюррей набрал рекордные для него на тот момент 36 очков, а также 4 подбора, 9 передач и 6 перехватов в матче с «Нью-Йорк Никс». 5 ноября Мюррей сделал свой первый в карьере трипл-дабл в составе «Хокс», набрав 22 очка, 10 подборов, 11 передач и 3 перехвата в овертайме в матче с «Нью-Орлеан Пеликанс». 25 ноября в матче с «Хьюстон Рокетс» Мюррей набрал максимальные в карьере 39 очков, реализовав восемь трехочковых бросков.
20 января 2023 года Мюррей привел «Хокс» к победе над «Нью-Йорк Никс», набрав 29 очков и отдав 12 результативных передач. 30 января Мюррей набрал рекордные для себя 40 очков, а также восемь подборов, семь передач, два перехвата и ноль потерь в матче против «Портленд Трэйл Блэйзерс». 3 марта Мюррей набрал 41 очко, реализовав 17 из 22 бросков, 5 из 5 с трех и 2 из 2 с линии штрафных бросков, в победе над «Портленд Трэйл Блэйзерс». В третьей игре первого раунда серии плей-офф против «Бостон Селтикс» Мюррей набрал 25 очков, 6 подборов, 5 передач и 1 перехват. Вместе с Треем Янгом он стал первой парой игроков «Хокс», набравших по 25 очков, 5 подборов и 5 передач в одной игре плей-офф со времен Ленни Уилкенса и Билла Бриджеса в 1966 году.
7 июля 2023 года Мюррей подписал новый четырехлетний контракт с «Хокс» на сумму 120 миллионов долларов.

### Нью-Орлеан Пеликанс (2024—н.в.)
6 июля 2024 года Мюррей был обменён в «Нью-Орлеан Пеликанс» в обмен на Дайсона Дэниелса, Эй Джей Лидделла, Ларри Нэнса-младшего, Коди Зеллера и два будущих выбора в первом раунде драфта.

## Статистика

### Статистика в НБА
| Сезон                                                                                    | Команда     | Регулярный сезон | Регулярный сезон | Регулярный сезон | Регулярный сезон | Регулярный сезон | Регулярный сезон | Регулярный сезон | Регулярный сезон | Регулярный сезон | Регулярный сезон | Регулярный сезон | Серия плей-офф | Серия плей-офф | Серия плей-офф | Серия плей-офф | Серия плей-офф | Серия плей-офф | Серия плей-офф | Серия плей-офф | Серия плей-офф | Серия плей-офф | Серия плей-офф |
| Сезон                                                                                    | Команда     | GP               | GS               | MPG              | FG%              | 3P%              | FT%              | RPG              | APG              | SPG              | BPG              | PPG              | GP             | GS             | MPG            | FG%            | 3P%            | FT%            | RPG            | APG            | SPG            | BPG            | PPG            |
| ---------------------------------------------------------------------------------------- | ----------- | ---------------- | ---------------- | ---------------- | ---------------- | ---------------- | ---------------- | ---------------- | ---------------- | ---------------- | ---------------- | ---------------- | -------------- | -------------- | -------------- | -------------- | -------------- | -------------- | -------------- | -------------- | -------------- | -------------- | -------------- |
| 2016/17                                                                                  | Сан-Антонио | 38               | 8                | 8,5              | 43,1             | 39,1             | 70,0             | 1,1              | 1,3              | 0,2              | 0,2              | 3,4              | 11             | 2              | 15,3           | 37,7           | 0,0            | 68,0           | 2,5            | 2,5            | 1,5            | 0,1            | 5,7            |
| 2017/18                                                                                  | Сан-Антонио | 81               | 48               | 21,5             | 44,3             | 26,5             | 70,9             | 5,7              | 2,9              | 1,2              | 0,4              | 8,1              | 5              | 5              | 19,2           | 45,2           | 66,7           | 77,8           | 4,2            | 1,8            | 1,0            | 0,4            | 7,8            |
| 2019/20                                                                                  | Сан-Антонио | 66               | 58               | 25,6             | 46,2             | 36,9             | 79,8             | 5,8              | 4,1              | 1,7              | 0,3              | 10,9             | Не участвовал  | Не участвовал  | Не участвовал  | Не участвовал  | Не участвовал  | Не участвовал  | Не участвовал  | Не участвовал  | Не участвовал  | Не участвовал  | Не участвовал  |
| 2020/21                                                                                  | Сан-Антонио | 67               | 67               | 31,9             | 45,3             | 31,7             | 79,1             | 7,1              | 5,4              | 1,5              | 0,1              | 15,7             | Не участвовал  | Не участвовал  | Не участвовал  | Не участвовал  | Не участвовал  | Не участвовал  | Не участвовал  | Не участвовал  | Не участвовал  | Не участвовал  | Не участвовал  |
| 2021/22                                                                                  | Сан-Антонио | 68               | 68               | 34,8             | 46,2             | 32,7             | 79,4             | 8,3              | 9,2              | 2,0              | 0,3              | 21,1             | Не участвовал  | Не участвовал  | Не участвовал  | Не участвовал  | Не участвовал  | Не участвовал  | Не участвовал  | Не участвовал  | Не участвовал  | Не участвовал  | Не участвовал  |
| 2022/23                                                                                  | Атланта     | 74               | 74               | 36,4             | 46,4             | 34,4             | 83,2             | 5,3              | 6,1              | 1,5              | 0,3              | 20,5             | 5              | 5              | 38,0           | 44,7           | 37,8           | 100,0          | 7,2            | 6,8            | 2,0            | 0,2            | 23,0           |
| 2023/24                                                                                  | Атланта     | 78               | 78               | 35,7             | 45,9             | 36,3             | 79,4             | 5,3              | 6,4              | 1,4              | 0,3              | 22,5             | Не участвовал  | Не участвовал  | Не участвовал  | Не участвовал  | Не участвовал  | Не участвовал  | Не участвовал  | Не участвовал  | Не участвовал  | Не участвовал  | Не участвовал  |
| 2024/25                                                                                  | Нью-Орлеан  | 31               | 31               | 32,6             | 39,3             | 29,9             | 82,3             | 6,5              | 7,4              | 2,0              | 0,4              | 17,5             | Не участвовал  | Не участвовал  | Не участвовал  | Не участвовал  | Не участвовал  | Не участвовал  | Не участвовал  | Не участвовал  | Не участвовал  | Не участвовал  | Не участвовал  |
|                                                                                          | Всего       | 503              | 432              | 29,3             | 45,3             | 34,0             | 79,0             | 5,8              | 5,4              | 1,5              | 0,3              | 15,5             | 21             | 12             | 21,6           | 42,6           | 39,1           | 76,7           | 4,0            | 3,3            | 1,5            | 0,2            | 10,3           |
| Наведите курсор мыши на аббревиатуры в заголовке таблицы, чтобы прочесть их расшифровку. |             |                  |                  |                  |                  |                  |                  |                  |                  |                  |                  |                  |                |                |                |                |                |                |                |                |                |                |                |

### Статистика в Джи-Лиге
| Сезон                                                                                    | Команда     | Регулярный сезон | Регулярный сезон | Регулярный сезон | Регулярный сезон | Регулярный сезон | Регулярный сезон | Регулярный сезон | Регулярный сезон | Регулярный сезон | Регулярный сезон | Регулярный сезон | Серия плей-офф | Серия плей-офф | Серия плей-офф | Серия плей-офф | Серия плей-офф | Серия плей-офф | Серия плей-офф | Серия плей-офф | Серия плей-офф | Серия плей-офф | Серия плей-офф |
| Сезон                                                                                    | Команда     | GP               | GS               | MPG              | FG%              | 3P%              | FT%              | RPG              | APG              | SPG              | BPG              | PPG              | GP             | GS             | MPG            | FG%            | 3P%            | FT%            | RPG            | APG            | SPG            | BPG            | PPG            |
| ---------------------------------------------------------------------------------------- | ----------- | ---------------- | ---------------- | ---------------- | ---------------- | ---------------- | ---------------- | ---------------- | ---------------- | ---------------- | ---------------- | ---------------- | -------------- | -------------- | -------------- | -------------- | -------------- | -------------- | -------------- | -------------- | -------------- | -------------- | -------------- |
| 2016/17                                                                                  | Остин Спёрс | 15               | 15               | 35,1             | 44,2             | 15,6             | 70,3             | 7,9              | 6,2              | 2,0              | 0,1              | 17,2             | Не участвовал  | Не участвовал  | Не участвовал  | Не участвовал  | Не участвовал  | Не участвовал  | Не участвовал  | Не участвовал  | Не участвовал  | Не участвовал  | Не участвовал  |
|                                                                                          | Всего       | 15               | 15               | 35,1             | 44,2             | 15,6             | 70,3             | 7,9              | 6,2              | 2,0              | 0,1              | 17,2             | Не участвовал  | Не участвовал  | Не участвовал  | Не участвовал  | Не участвовал  | Не участвовал  | Не участвовал  | Не участвовал  | Не участвовал  | Не участвовал  | Не участвовал  |
| Наведите курсор мыши на аббревиатуры в заголовке таблицы, чтобы прочесть их расшифровку. |             |                  |                  |                  |                  |                  |                  |                  |                  |                  |                  |                  |                |                |                |                |                |                |                |                |                |                |                |

### Статистика в NCAA
| Сезон | Команда   | Conf   | Class | GP | GS | MPG  | FG%  | 3P%  | FT%  | RPG | APG | SPG | BPG | PPG  |
| --- | --------- | ------ | ----- | -- | -- | ---- | ---- | ---- | ---- | --- | --- | --- | --- | ---- |
| 2015/16 | Вашингтон | Pac-12 | FR    | 34 | 34 | 33,5 | 41,6 | 28,8 | 66,3 | 6,0 | 4,4 | 1,8 | 0,3 | 16,1 |
| Всего | Всего     | Всего  | Всего | 34 | 34 | 33,5 | 41,6 | 28,8 | 66,3 | 6,0 | 4,4 | 1,8 | 0,3 | 16,1 |
| Наведите курсор мыши на аббревиатуры в заголовке таблицы, чтобы прочесть их расшифровку Статистика приведена с сайта sports-reference.com |           |        |       |    |    |      |      |      |      |     |     |     |     |      |